# George Adamski
George Adamski (17 de abril de 1891 — 23 de abril de 1965) foi um dos nomes mais importantes da ufologia no século XX. Nascido na Polônia, sua família emigrou para os Estados Unidos quando ele tinha apenas um ano e meio de idade.

## Vida e Obra
Adamski serviu o exército dos Estados Unidos entre 1913 e 1916, no 13° Regimento de Cavalaria, onde envolveu-se nos conflitos fronteiriços causados pela Revolução Mexicana. Em 1917, casou-se com Mary Shimbersky. Trabalhou como zelador e pintor no Parque Nacional de Yellowstone, e entrou para a Guarda Nacional norte-americana em 1918. Afirmava ter sido contrabandista de bebidas durante a vigência da Lei Seca (1920-1933). A partir de 1920, sem ter qualquer formação acadêmica, passou a dar palestras sobre astronomia e filosofia nos estados de Novo México, Califórnia e Arizona.
Em 1934, fundou em Laguna Beach, Califórnia, uma sociedade ocultista denominada "Ordem Real do Tibet", onde ensinava "Lei Universal" e "Cristandade Universal Progressiva", disciplinas que mesclavam teosofia e cristianismo. Foi ali que ganhou os títulos de "professor" e "filósofo", bem como seus primeiros seguidores.
Por volta de 1940 fixou-se em Palomar Gardens, Califórnia, onde foi trabalhar como garçom e administrador de um pequeno restaurante de propriedade de Alice K. Wells, o Palomar Gardens Cafe. Ali, ele servia hambúrgueres para turistas que visitavam o observatório astronômico localizado na montanha, e, à noite gastava horas observando os céus com um modesto telescópio que havia instalado no quintal. E foi justamente deste mesmo quintal que ele teria visto algo que mudou radicalmente sua vida…

### Os discos voadores pousaram
Embora contatos visuais de OVNIs houvessem sido descritos ao longo de toda a História e em todos os pontos do globo, é a partir dos anos 1940 que os relatos de tais contatos imediatos crescem em freqüência e quantidade. Muitas são as teorias que tentam explicar o fenômeno, relacionando-o inclusive ao desenvolvimento do radar e às explosões de bombas atômicas iniciadas nesta época: tais eventos teriam colocado a Terra na berlinda para supostos seres inteligentes de outros planetas, que ou estariam preocupados com nosso bem-estar ou temeriam nossa crescente capacidade bélica.
Por outro lado, os avanços no campo tecnológico estimularam o florescimento da ficção científica norte-americana, povoando, já a partir dos anos 1930, as páginas de revistas baratas ("pulps"), tiras de quadrinhos em jornais e telas de cinema com foguetes interplanetários, discos voadores e alienígenas de todos os tipos - bons e maus.
Na noite de 9 de outubro de 1946, enquanto perscrutava o céu como de hábito, Adamski avistou seu primeiro OVNI: era uma gigantesca "nave-mãe" que pairou sobre as montanhas ao sul do monte Palomar, seguindo na direção de San Diego. Este primeiro contato visual impressionou-o de tal modo que ele passou a dedicar todo seu tempo livre à investigação do mesmo, obtendo inclusive fotografias impressionantes de seus avistamentos. Estas fotografias constituem um capítulo à parte em sua história: sempre pareceu suspeito para seus críticos que ele tenha conseguido tantas imagens de OVNIs e de tão boa qualidade sem se afastar dos arredores de sua casa, enquanto muitos pesquisadores que cruzaram os Estados Unidos de costa à costa, jamais obtiveram uma única foto - mesmo ruim.
Contra tal suspeita, Adamski apresentava duas justificativas: a primeira é que haveria uma coincidência de ordem geográfica. A casa dele estaria situada próxima a uma "linha de força magnética natural", unindo Calexico à baía de Santa Mônica, e cujo centro estaria quase que exatamente ao sul de monte Palomar. Assim, os OVNIs estariam apenas seguindo um percurso normal de reabastecimento e ele seria, digamos, um observador privilegiado. A segunda explicação, não menos importante, ele resumia numa frase: "o segredo do êxito é a constância do propósito". Ou seja: ele conseguia boas fotos porque se esforçava em obtê-las.
A partir de 1949, tendo reunido farto material fotográfico, Adamski começou a aceitar convites para palestrar sobre OVNIs. Sempre negou que cobrasse por suas apresentações, mesmo despesas de traslado e estadia; seus críticos, contudo, lhe atribuem a honra duvidosa de ter sido o primeiro ser humano a obter sucesso comercial graças aos seus contatos com extraterrestres. A única coisa que Adamski confirma é que, devido ao grande número de pedidos de cópias de suas fotos, teve de passar a cobrar por elas. Isso lhe teria valido uma acusação de "mercantilismo" que ele, natualmente, refutava.
Foi também em 1949 que Adamski publicou um livro de ficção científica intitulado "Pioneers in Space" ("Pioneiros no Espaço"), o qual, segundo algumas fontes, teria sido realmente escrito por uma amiga dele, Lucy McGinnis. Na obra, que fala de viagens espaciais à Lua, Marte e Vênus, ele advoga entre outras coisas a existência de atmosfera respirável na Lua, fato que pode soar bizarro no século XXI, mas que até as primeiras décadas do século XX ainda era considerado perfeitamente plausível por astrônomos famosos como William Pickering. É importante notar que algumas colocações apresentadas como ficção em "Pioneers in Space" passam a ser tratadas como facto em seu livro mais famoso, "Flying Saucers Have Landed" ("Os Discos Voadores Pousaram") de 1953).
Escrito a quatro mãos com o publicitário Desmond Leslie, "Flying Saucers Have Landed" narra o suposto encontro de Adamski com uma inteligência extraterrestre em 20 de Novembro de 1952, no deserto do Colorado. Este ET, apelidado posteriormente de "Orthon" pela editora de Adamski, Caroline Blodgett, era o único ocupante de um pequeno disco voador que emergiu de uma gigantesca "nave-mãe" em formato de charuto. Orthon desceu no deserto, próximo ao local onde Adamski estava com um grupo de amigos e alunos, e, através de gestos e telepatia (visto que aparentemente não falava inglês), explicou que era oriundo de Vênus e que seus concidadãos estariam preocupados com o desenvolvimento de armas nucleares e a incapacidade dos terrestres em promover seu próprio crescimento espiritual.

### Publicações
"Flying Saucers Have Landed" fez grande sucesso quando de seu lançamento, e foi traduzido em diversos países, inclusive Portugal e Brasil. Tendo despertado a atenção do público, Adamski fez publicar em 1955 a segunda parte de seus encontros com os extraterrestres: "Inside the Space Ships" ("Dentro das Espaçonaves"). Na obra, ele narra como teria sido novamente contatado por Orthon, em 18 de Fevereiro de 1953, o qual, tendo aparentemente aprendido a falar inglês fluentemente neste curto período, levou-o para um passeio pelo espaço sideral a bordo de uma das "naves-mãe".
Segundo Adamski, os extraterrestres precisavam de um porta-voz que disseminasse suas mensagens de paz entre os povos da Terra, e ele havia sido escolhido para a missão. Enquanto a "nave-mãe" cruzava o espaço, permitindo que Adamski visse (à distância) lagos, rios, montanhas nevadas e arborizadas na face oculta da Lua, paisagens igualmente bucólicas, oceanos e grandes cidades cientificamente projetadas em Vênus, seus anfitriões expressavam suas preocupações pelo baixo nível de desenvolvimento espiritual dos humanos, considerados uma das raças mais violentas do Sistema Solar.

### Adeus aos discos voadores
Aproveitando-se da boa acolhida de seus livros na Europa, entre 1958 e 1960 Adamski leva para lá suas palestras sobre a "Filosofia Cósmica" dos ETs. Consta que foi recebido em audiência pela rainha Juliana dos Países Baixos, em 18 de Maio de 1959, e anos depois, quando sua credibilidade já havia entrado em declínio, até mesmo pelo Papa João XXIII, em 31 de Maio de 1963. O papa, que nesta data agonizava vítima de câncer, o teria presenteado com uma "Medalha da Paz" durante a visita de Adamski ao Vaticano. A presumida honraria foi posteriormente identificada por um numismata de Roma como uma lembrança para turistas, produzida em escala industrial em Milão.
Dois anos antes do suposto encontro, contudo, Adamski lançou aquele que seria o último livro da série de suas viagens com os extraterrestres: "Behind the Flying Saucer Mystery / Flying Saucer Farewell" ("Por Trás do Mistério dos Discos Voadores / Adeus aos Discos Voadores", 1961). Na obra, Adamski sustenta a tese de que a atenção dos homens do espaço para a Terra teria sido despertada pela emissão de ondas de radar contra a Lua, promovida pelo exército norte-americano em 1946. Os OVNIs teriam procurado o ponto preciso de origem do sinal - o que explicaria a grande onda de contactos visuais de discos voadores nos EUA a partir de 1947.
"Flying Saucer Farewell", que também apresenta a concepção de Adamski para a formação do Sistema Solar (composto por 12 planetas e três cinturões de asteróides), teve uma acolhida bem menos calorosa do que as obras anteriores. Isto se deveu em grande parte ao sucesso das sondas espaciais lançadas na época, que esclareceram dúvidas seculares dos homens de ciência. A sonda soviética Luna 3 fotografou pela primeira vez a face oculta da Lua em 1959, revelando que ali nada mais havia além de areia, pedras e crateras (instado a fazer um comentário sobre a discrepância entre o conteúdo de seus livros e as imagens exibidas pelos russos, Adamski defendeu-se afirmando que os comunistas haviam retocado as fotografias para enganar os norte-americanos), e em 14 de Dezembro de 1962, a sonda Mariner 2 passou próximo ao planeta Vênus, revelando que o mesmo possuía uma atmosfera de dióxido de carbono 90 vezes mais densa que a da Terra, e uma temperatura na superfície de 480 °C. Tornou-se impossível para Adamski continuar a advogar suas teses sobre um Sistema Solar pululando de vida inteligente depois da apresentação de tais provas acachapantes.
Adamski teria ainda um último contato com os extraterrestres antes de sua morte. Em 26 de fevereiro de 1965, ao lado da amiga Madeleine Rodeffer durante uma estadia em Silver Spring, ele testemunhou pela última vez o voo de um disco voador sobrevoando árvores próximas. Desta vez, contudo, os ETs o haviam avisado previamente para que mantivesse uma filmadora à mão. O registo, em filme de 8mm, é considerado um dos mais convincentes jamais efetuados em toda a história da ufologia. Segundo alguns engenheiros aeronáuticos, o fato do disco voador ter seu formato distorcido de quadro para quadro poderia indicar a presença de um poderoso campo gravitacional sendo gerado pelo aparelho.
Menos de dois meses após esta filmagem, faleceu em Maryland, vítima de um ataque cardíaco.